# Pirâmides da medula oblonga

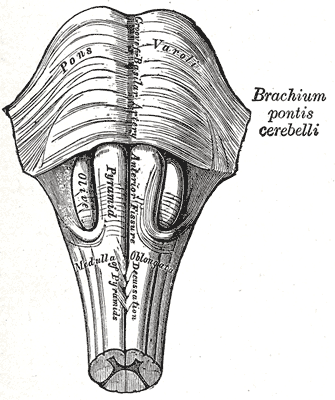
As pirâmides estão localizadas no centro da figura

As pirâmides da medula oblonga estão localizadas entre a fissura mediana anterior e o sulco ântero-lateral.